# Àcid catàlpic
L'àcid catàlpic, i de nom sistemàtic àcid (9E,11E,13Z)-octadecatri-9,11,13-enoic, és un àcid carboxílic polinsaturat de cadena lineal amb devuit àtoms de carboni, la qual fórmula molecular és {\displaystyle {\ce {C18H30O2}}}. En bioquímica és considerat un àcid gras ω-5, ja que té un doble enllaç C=C situat entre el carboni 5 i el 6 començant per l'extrem oposat al grup carboxil, i se simbolitza per C18:3 9t,11t,13c, que fa referència al fet que té en total tres enllaços dobles C=C, dos d'ells en conformació trans i l'altre en cis, disposats de forma alternada.

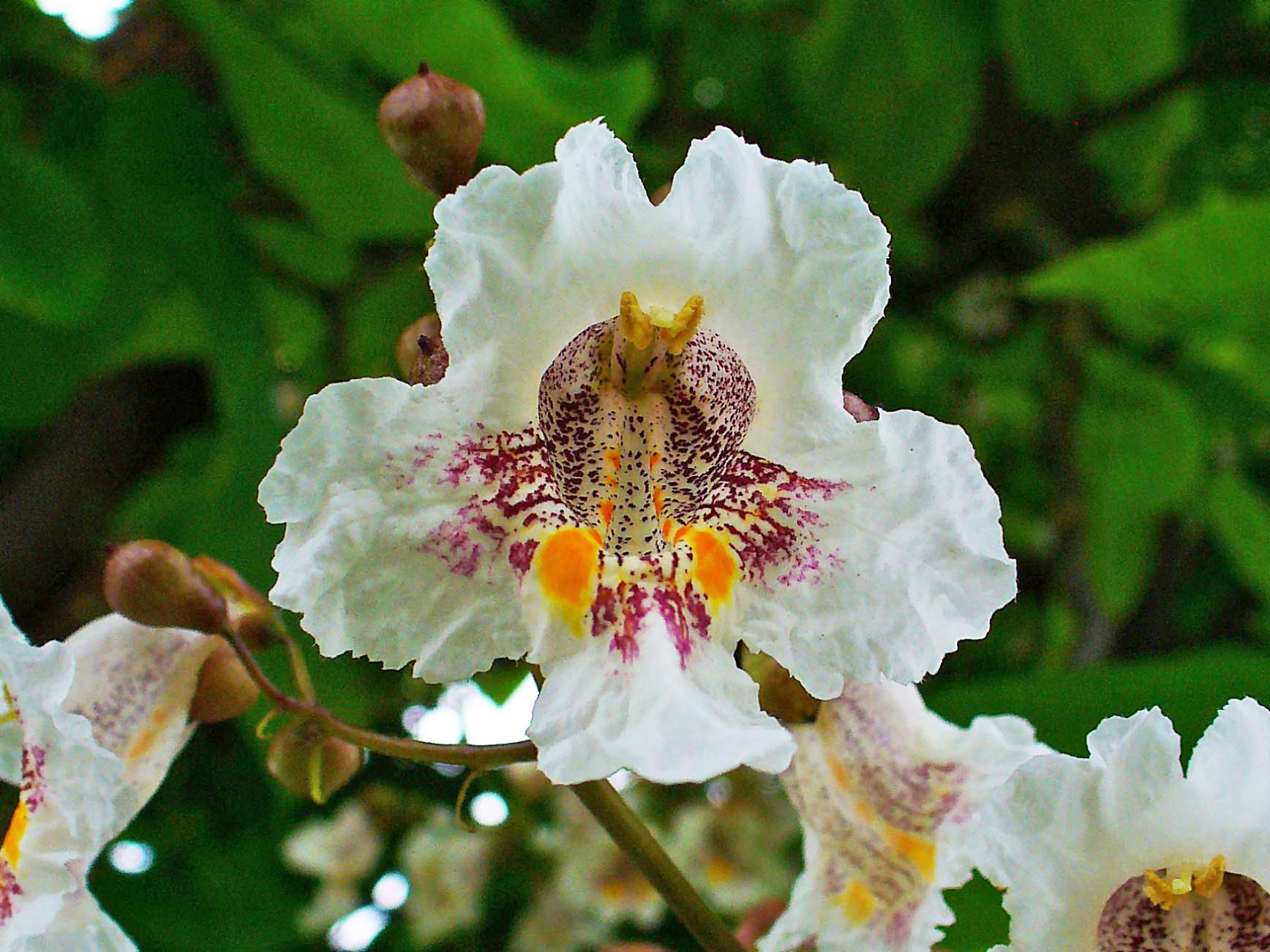
Flor de Catalpa bignoioides

S'ha aïllat principalment en l'oli de llavors d'arbres i arbres ornamentals i medicinals de la família de les bignoniàcies. L'espècie Catalpa bignonioides conté un 27,08 % d'àcid catàlpic del total dels àcids grassos que conté l'oli de les seves llavors. Fou en aquesta planta on el 1884 l'italià S. Sardo aïllà una substància que anomenà àcid catàlpic. Posteriors estudis indicaren que es tractava d'una mescla de diversos composts. El 1946 M.M. Chollet l'identificà correctament.
Forma part del grup d'àcids grassos isòmers geomètrics i de posició de l'àcid linolènic, amb tres enllaços dobles conjugats i amb un total de devuit àtoms de carboni disposats en una cadena lineal. Sovint se'ls anomena CLN i a més d'ell formen el grup l'àcid α-eleoesteàric, l'àcid jacàric, l'àcid punícic i l'àcid calèndic. Tots ells presenten propietats citotòxiques contra les cèl·lules canceroses.
També s'ha observat que disminueix l'acumulació de teixit adipós en l'abdomen i millora l'homeòstasi de la glucosa en la sang.